# I Lay My Love on You
«I Lay My Love on You» es un sencillo de Westlife, lanzado en 2001 solamente en Australia, Sudeste Asiático y Europa, excepto el Reino Unido e Irlanda.

## Recepción
En MTV Asia Hitlist, la canción alcanzó el n.º 1, convirtiéndose en el cuarto número uno de la banda en esta lista.
La banda también hizo una versión en español para la canción, titulada «En Ti Dejé Mi Amor» y fue lanzada en todos los países de habla hispana.

## Presencia en las listas
| País          | Lista                     | Máximo |
| ------------- | ------------------------- | ------ |
| Alemania      | German Singles Chart      | 50     |
| Australia     | ARIA Charts               | 29     |
| Austria       | Sencillos                 | 23     |
| Bélgica       | Flandes, Sencillos        | 30     |
| Noruega       | Sencillos                 | 16     |
| Nueva Zelanda | New Zealand Singles Chart | 24     |
| Países Bajos  | Sencillos                 | 12     |
| Suecia        | Sencillos                 | 10     |
| Suiza         | Sencillos                 | 39     |